# Ludwig Maurer
Ludwig Wilhelm Maurer (ur. 8 lutego 1789 w Poczdamie, zm. 13 października?/25 października 1878 w Petersburgu) – niemiecki kompozytor, skrzypek i dyrygent.

## Życiorys
Gry na skrzypcach uczył się u Karla Haacka. Był uzdolnionym dzieckiem, debiutował jako skrzypek w wieku 13 lat. Od 1803 do 1806 roku był członkiem kapeli dworskiej w Berlinie. W 1806 roku wyjechał do Rosji, gdzie poznał Pierre’a Rode’a. Występował w Petersburgu, następnie został kapelmistrzem orkiestry nadwornej księcia Wsiewołoda Wsiewołożskiego w Moskwie. W latach 1817–1820 odbył tournée po Niemczech i Francji. W 1824 roku objął posadę koncertmistrza i dyrygenta w Hanowerze, jednocześnie odbywając liczne podróże koncertowe. W 1833 roku wrócił do Petersburga, gdzie w 1835 roku objął posadę dyrygenta opery francuskiej. Od 1841 do 1871 roku dyrygował koncertami symfonicznymi w Petersburgu, w latach 1851–1862 pełnił także funkcję inspektora orkiestr carskich.
Za życia cieszył się w całej Europie sławą jednego z najlepszych skrzypków i dyrygentów. Był autorem dwóch oper, Der neue Paris (wyst. Hanower 1826) i Aloise (wyst. Hanower 1828). Skomponował ponadto Sinfonia concertante A-dur na skrzypce i orkiestrę (1838), 10 koncertów skrzypcowych, 2 koncerty na dwoje skrzypiec, 6 kwartetów smyczkowych. Był też współautorem wodewilów pisanych wspólnie z Aleksandrem Alabjewem i Aleksiejem Wierstowskim.